# Tales of Eternia
Tales of Eternia (テイルズ オブ エターニア?, Teiruzu obu Etānia) è un videogioco di ruolo giapponese per PlayStation pubblicato dalla Namco il 30 novembre 2000, dove ha venduto 873 000 copie ed è stato in seguito reso disponibile anche per PlayStation Portable il 3 marzo 2005. In questa versione ha venduto 398 000 copie. Il genere caratteristico di Tales of Eternia è chiamato RPG of Eternity and Bonds (永遠と絆のRPG?, Eien to kizuna no RPG). Eternia è un videogioco di ruolo in 2D con una grafica in stile anime e un sistema di combattimento in tempo reale, utilizzato anche nei capitoli precedenti della serie Tales of Phantasia e Tales of Destiny. È il terzo capitolo della serie Tales of.
In America del Nord il videogioco è stato pubblicato con il titolo Tales of Destiny II, per evitare di violare il copyright del nome Eternia, di proprietà della Mattel e utilizzato nella linea di giocattoli Masters of the Universe. La scelta del titolo americano ha tuttavia creato notevole confusione in seguito alla pubblicazione per PlayStation 2 del gioco conosciuto come Tales of Destiny 2, che è effettivamente il sequel di Tales of Destiny dato che si svolge nello stesso universo. Tales of Eternia invece non è direttamente collegato al precedente Tales of Destiny, eccezion fatta per alcune brevi apparizioni di alcuni personaggi che compaiono in quasi tutti i capitoli della saga Tales of.
Sia la versione nordamericana che quella giapponese del gioco iniziano con un filmato di introduzione in stile anime. La versione giapponese del filmato però è accompagnata da un brano intitolato Fliyng e interpretato da Garnet Crow. Il gioco ha ispirato Tales of Eternia: The Animation, una serie televisiva d'animazione di tredici episodi, coprodotta dalla Production I.G. La serie, andata in onda nel 2001, è soltanto vagamente ispirata alla trama del gioco.